# Asplundia humilis
Asplundia humilis är en enhjärtbladig växtart som först beskrevs av Eduard Friedrich Poeppig och Stephan Ladislaus Endlicher, och fick sitt nu gällande namn av Gunnar Wilhelm Harling. Asplundia humilis ingår i släktet Asplundia och familjen Cyclanthaceae.
Artens utbredningsområde är Peru. Inga underarter finns listade.

## Bildgalleri

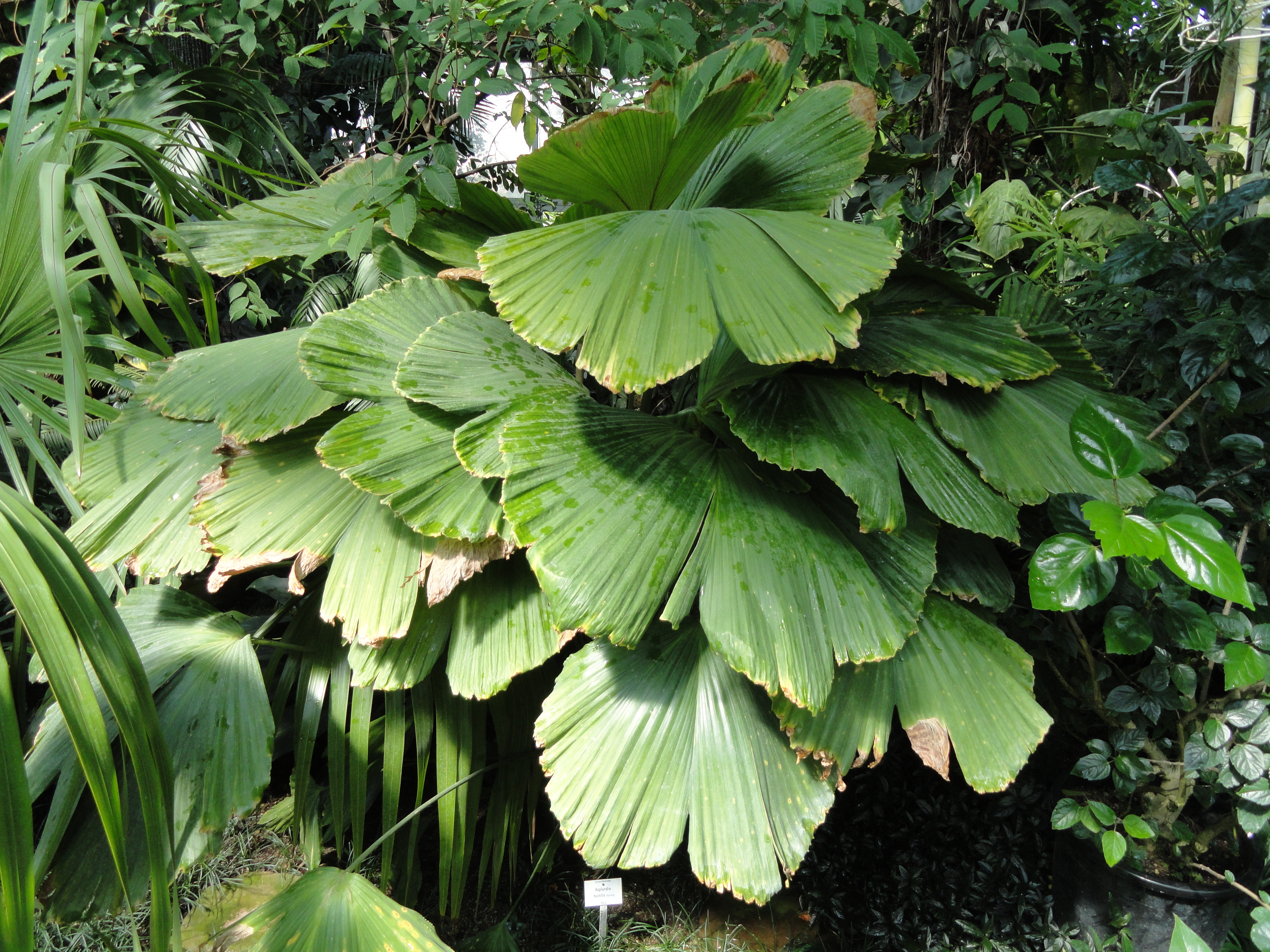